# Balai Nan Tuo
Balai Nan Tuo is een bestuurslaag in het regentschap Payakumbuh van de provincie West-Sumatra, Indonesië. Balai Nan Tuo telt 2152 inwoners (volkstelling 2010).